# Delegación Nacional de Excombatientes
La Delegación Nacional de Excombatientes (DNE) va ser un organisme depenent orgànicament de Falange Española Tradicionalista y de las JONS fundat en 1939 que va constituir la institució més important de la dictadura franquista per a l'administració dels excombatents del bàndol revoltat triomfador en la guerra civil espanyola.

## Història
Sorgida a la calor del canvi de govern franquista per la crisi d'agost de 1939, amb l'ascens a la Secretaria General de la Falange Española Tradicionalista y de las JONS (FET i de les JONS) del militar Agustín Muñoz Grandes, en una modificació dels estatuts del partit únic de la dictadura es va incloure per primera vegada, entre d'altres, un servei d'Organització d'Excombatents amb un delegat nacional al càrrec, posició encomanada al falangista José Antonio Girón de Velasco. La DNE, inspirada en certa manera per la Associazione Nazionale Combattenti de la Itàlia feixista, va tenir com a principal missió la consolidació del règim franquista. En 1954 Tomás García Rebull va substituir Girón de Velasco com a delegat nacional. La DNE va desaparèixer com a tal en 1957, en integrar-se els seus serveis juntament amb els de la Delegació Nacional d'Excaptius dins de la Delegació Nacional d'Associacions.
El seu lema era «en la guerra la teva sang, en la pau el teu treball».